# Husby säteri
Husby säteri är ett slottsliknande säteri i Mogata socken i Östergötland som uppfördes år 1790–1795 av Philip von Schwerin, möjligen efter ritningar av Jean Eric Rehn. Herrgården är belägen i närheten av Slätbakens södra strand i Söderköpings kommun.
Husby säteri är sedan 1983 byggnadsminnesförklarat. Där drivs sedan 2012 hotell och konferensanläggning av makarna Fredrik och Irene Wastesson.

## Exteriör
Herrgården är byggd av sten och består av tre våningar med källare och vind under ett flackt valmat tak. Fasaderna är slätputsade i vitt med röda fönsterbågar och har våningsband. Huvudfasaden accentueras av svagt utskjutande sidorisaliter med lisener och har rusticerad bottenvåning. Huvudentréns rusticerade omfattning är målad i svart och rött. Ovanför portalen finns en balkong.

## Historik
Husby har i äldre tider varit delat på flera ägare. En gård omtalas som hertig Karls arvegods samt tas upp år 1557 som hörande under Brådenäs kungsgård, år 1591 under Liljestad. Husby köptes 1629 av pfalzgrefven Johan Kasimir och donerades av honom 1653 till hovrådet Stephan Hirschenstierna; en annan gård tillbyttes från Jöns Rosenstråle av Johan Kasimir. Dessa ägdes gemensamt från år 1683 som säteri två mantal allodial frälse av familjen Hirschenstierna. Husby innehades år 1687 av ståthållaren Daniel Uttermarks arvingar under förpantningsrätt samt 1726 av generalen, friherre Jacob Burensköld, vilken stiftade Husby till fideikommiss. Egendomen har därefter länge samma ägare som Borkhults herrgård, utom under åren 1828–1844 då det som änkesäte innehades av grevinnan Ulrika Wilhelmina Putbus. 
Jacob Burenskölds dotterson, greve Jacob Philip von Schwerin, anlade på platsen en mangårdsbyggnad som brann ner 1789. Dennes son Philip von Schwerin uppförde 1790–1795 dagens herrgårdsbyggnad som omges av trädgård och park. I parken ligger greveparet Philip von Schwerins och Ulrika Wilhelmina Putbus gravbyggnad, 6 x 5 meter stor och klassad som fornlämning. Genom morgongåvobrev 1844 innehades Husby (tillsammans med Fyllingarum och Sverkersholm) från år 1849 av änkegrevinnan Matilda von Schwerin, född Hagberg. I början av 1900-talet var familjen Theorell ägare, varefter delar såldes 1934 till Egna Hems-föreningen Sya. Lantbruksdelen och själva herrgården fick därefter skilda ägare, den förra kom att tillhöra familjen Hermansson och den senare från 1979 Christer och Gunilla Wastesson som under cirka 20 år renoverade den då förfallna byggnaden.
År 2021 användes Husby säteri som inspelningsplats för dokusåpaserien Puppetmaster i regi av Joakim Lundell.

## Bilder

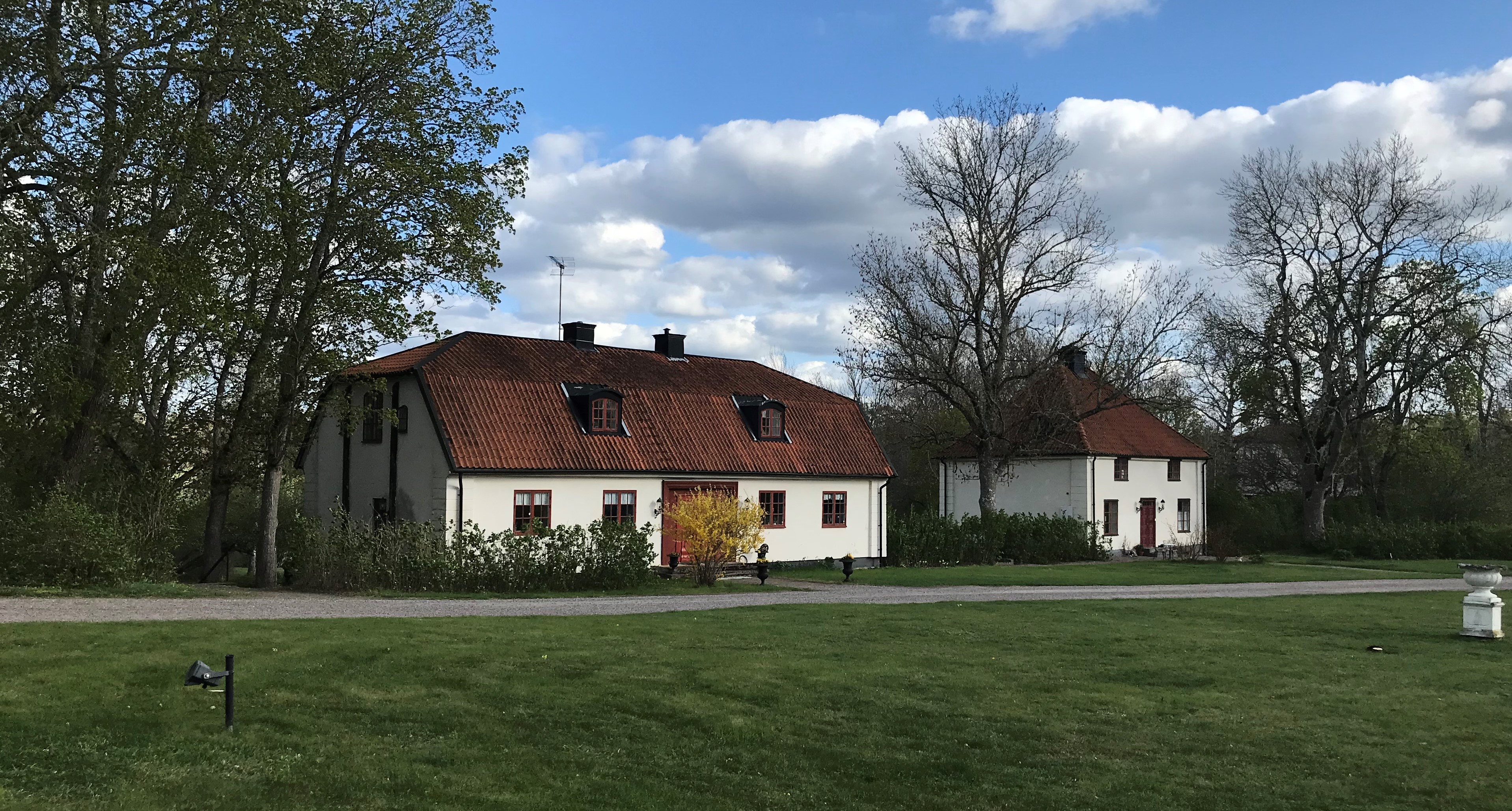
Östra och södra flygelbyggnaderna.
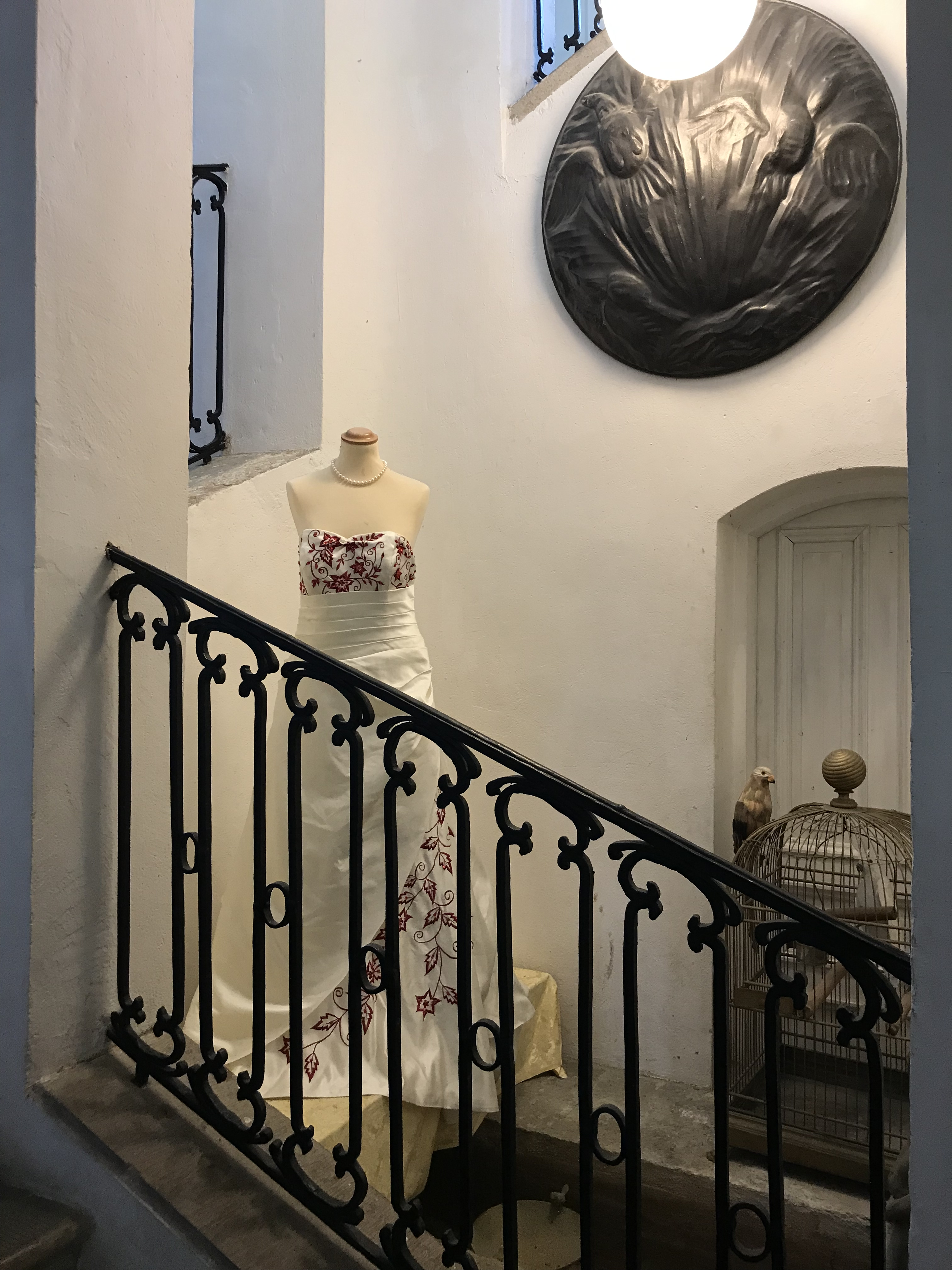
Trapphallen i säteriets huvudbyggnad.
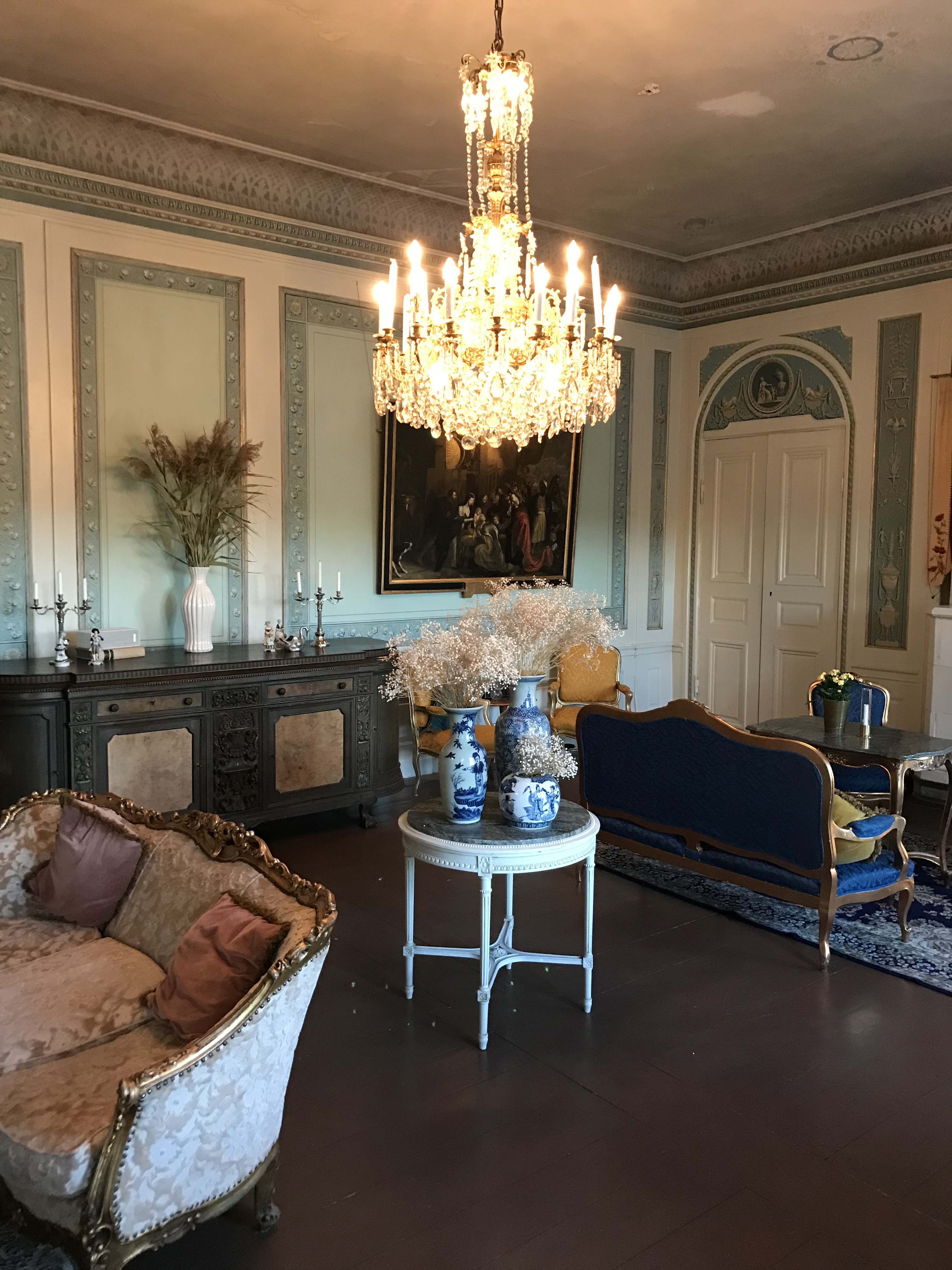
Interiör från säteriets huvudbyggnad.
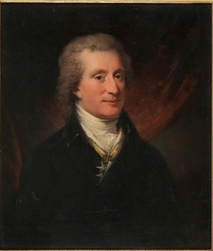
Byggherren Philip von Schwerin.